# Roncq
Roncq (Nederlands: Ronk) is een gemeente in het Franse Noorderdepartement (Frans: département du Nord) (regio Hauts-de-France). De gemeente maakt deel uit van de agglomeratie van de stad Rijsel (Lille) en behoort in die hoedanigheid tot de Métropole européenne de Lille met ruim 1 miljoen inwoners.  Roncq telde op 1 januari 2022 13.873 inwoners.
In het zuiden van de gemeente, op de weg naar Rijsel, ligt het gehucht Blanc Four, met zijn eigen kerk.
De eerste hypermarkt van Auchan werd in Roncq aangelegd. Door zijn ligging dicht bij de grens is de winkel populair bij Belgen die er goedkoop water en wijn komen kopen.

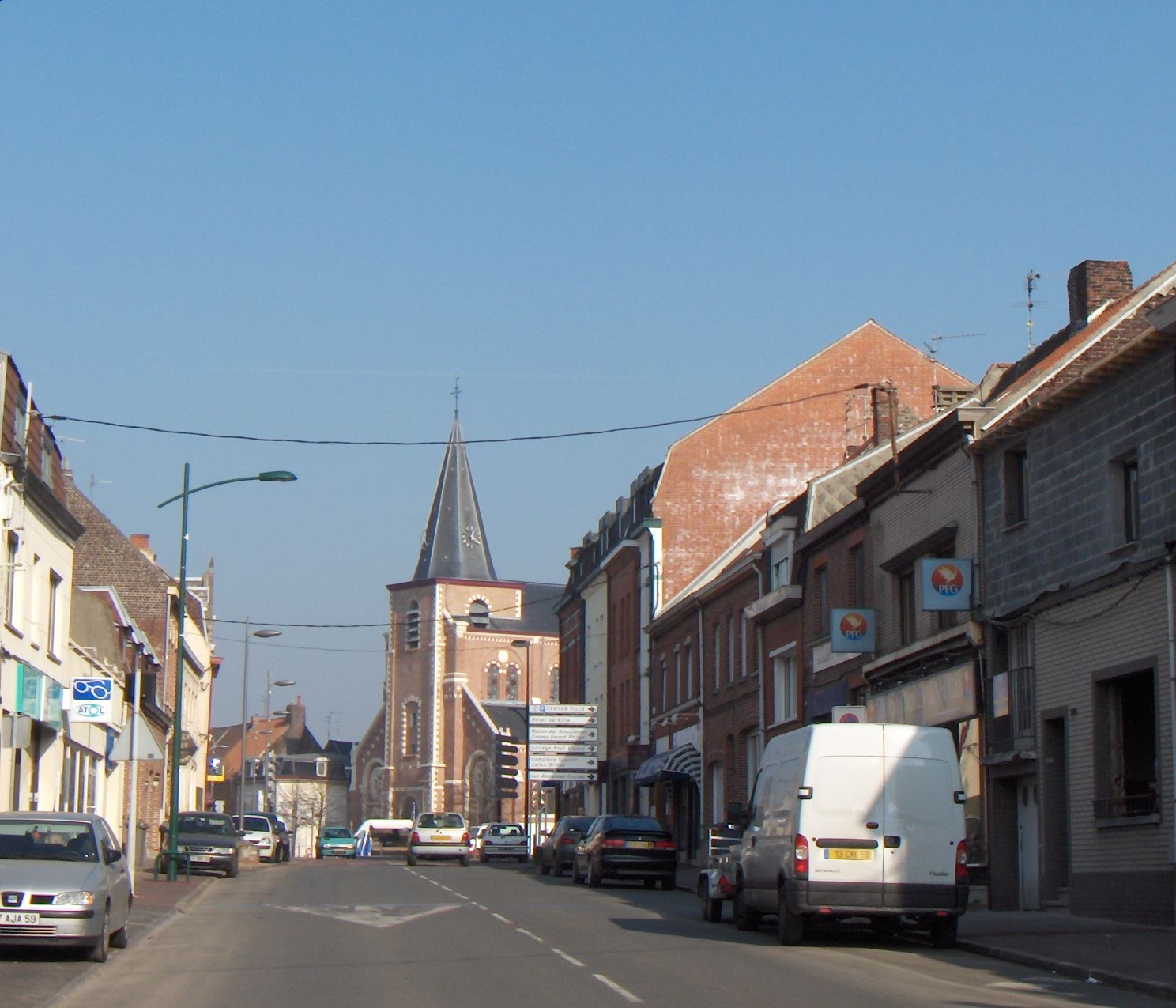
Dorpscentrum en Rue de Lille

## Geografie
De oppervlakte van Roncq bedroeg op 1 januari 2022 10,59 vierkante kilometer; de bevolkingsdichtheid was toen 1.310 inwoners per km².

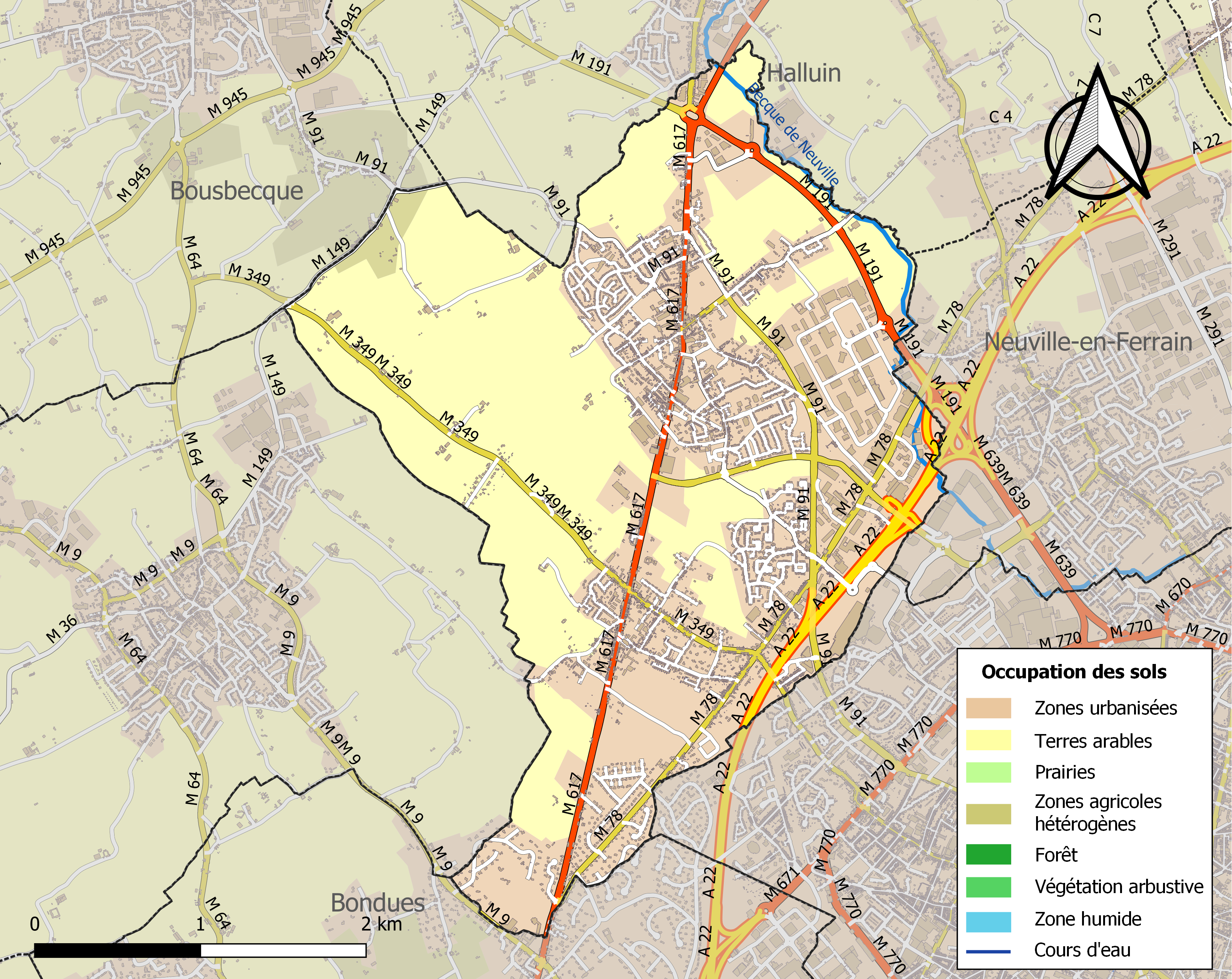
Kaart van de gemeente met belangrijkste infrastructuur, bodemgebruik en omliggende gemeenten

## Geschiedenis
Roncq werd voor het eerst vermeld in 1055 als Runch. In 1330 kwam de naam van de plaats voor in een register van de Abbaye du repos de Notre-Dame de Marquette. Begin 12e eeuw kwam het patronaatsrecht van de parochiekerk aan het Sint-Pieterskapittel van Rijsel, een schenking die in 1148 bevestigd werd. Begin 16e eeuw was Georges van Halewijn heer van Roncq, maar in 1555 kwam Roncq aan de Spaanse Nederlanden. In 1609 kregen de inwoners het recht om textiel te weven. In 1668 kwam Roncq aan Frankrijk.
Midden 19e eeuw telde Roncq onder meer een suikerfabriek, terwijl ook de linnenindustrie van groot belang was.

## Bezienswaardigheden

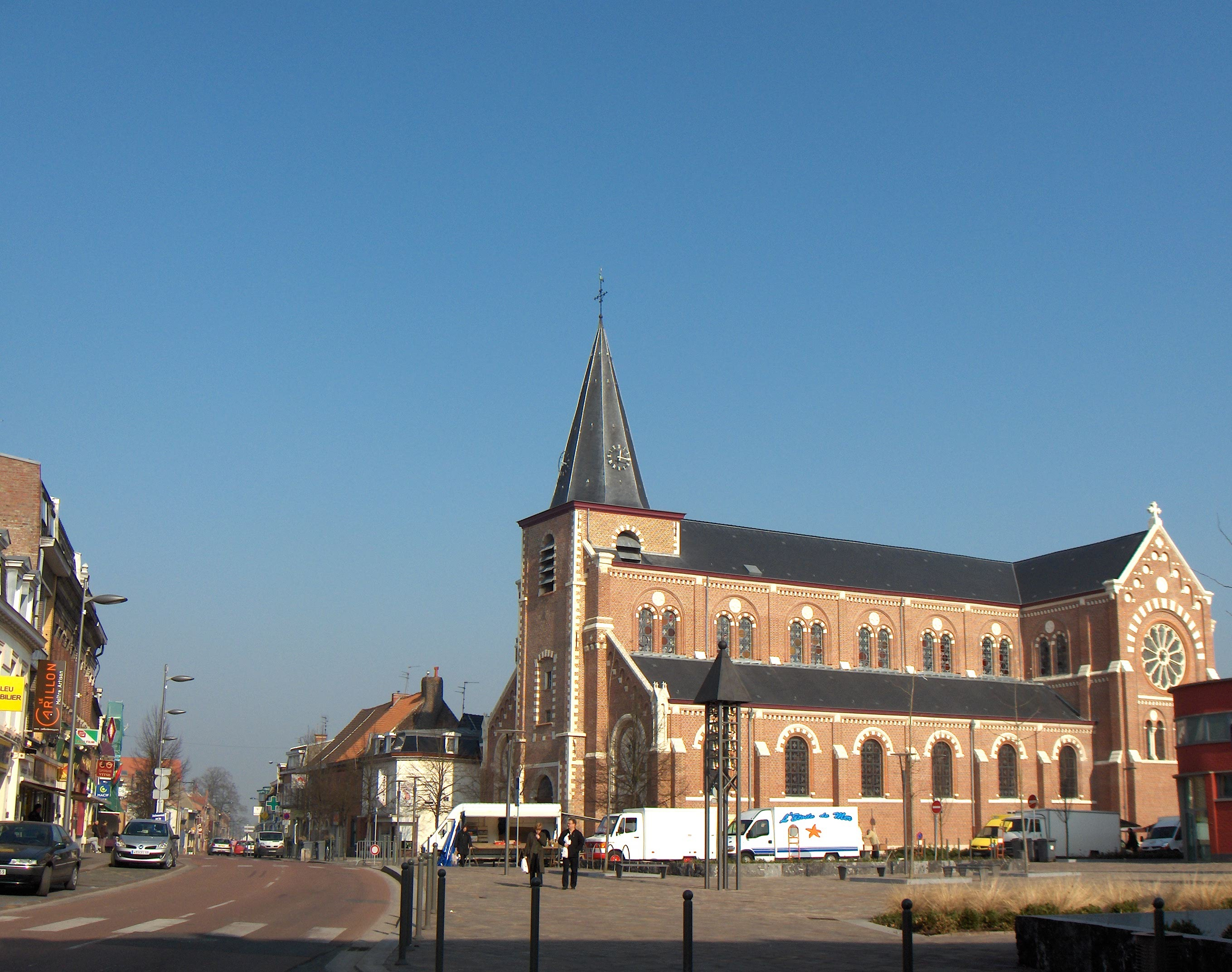
De Sint-Piatuskerk

- De Sint-Piatuskerk (Église Saint-Piat) in het dorpscentrum aan de Rue des Arts
- De Sint-Rochuskerk (Église Saint-Roch) in de wijk Blanc Four
- De gemeentelijke Begraafplaats van Roncq telt 22 Franse en 2 Britse oorlogsgraven uit de Eerste Wereldoorlog.
- De maisons a'l otil, een groep huisjes waar de bewoners huisarbeid voor fabrikanten verrichtten, van 1880.
- Château des Tilleuils, herenhuis van 1859
- Parc du Bois Laurent
- Beeld Zittende vrouw te Blanc Four, door Eugène Dodeigne

## Natuur en landschap
Roncq ligt op een hoogte van 42 meter in een verstedelijkt gebied.

## Economie
Naast veeteelt kende Roncq veel industrie: Vlas- en jutespinnerijen en -weverijen, wolkammerij en twijnerij, borstels en klompen, aarden buizen, beschuit, bier en machinebouw.

## Demografie
Onderstaande figuur toont het verloop van het inwonertal (bron: INSEE-tellingen).

## Nabijgelegen kernen
Bousbecque, Halluin, Tourcoing, Neuville-en-Ferrain, Linselles